# NGC 755
NGC 755 est une galaxie spirale barrée située dans la constellation de la Baleine. NGC 755 a été découverte par l'astronome germano-britannique William Herschel en 1785. Cette même galaxie a été observée en 1886 par l'astronome américain Ormond Stone et ajoutée au New General Catalogue sous la désignation NGC 763.

## Caractéristiques
Sa vitesse par rapport au fond diffus cosmologique est de 1 372 ± 19 km/s, ce qui correspond à une distance de Hubble de 20,2 ± 1,4 Mpc (∼65,9 millions d'al).
À ce jour, 23 mesures non basées sur le décalage vers le rouge (redshift) donnent une distance de 19,087 ± 3,085 Mpc (∼62,3 millions d'al), ce qui est à l'intérieur des valeurs de la distance de Hubble.
La classe de luminosité de NGC 755 est II-III et elle présente une large raie HI. Elle renferme également des régions d'hydrogène ionisé.
En raison d'une brillance de surface égale à 14,00 mag/am2, on peut qualifier NGC 755 de galaxie à faible brillance de surface (LSB en anglais pour low surface brightness). Les galaxies LSB sont des galaxies diffuses (D) avec une brillance de surface inférieure de moins d'une magnitude à celle du ciel nocturne ambiant.